# Sains-lès-Pernes
Sains-lès-Pernes est une commune française située dans le département du Pas-de-Calais en région Hauts-de-France. Ses habitants sont appelés les Sanctanois. La commune est membre de la communauté de communes du Ternois.

## Géographie

### Localisation
Localisée dans le centre du département du Pas-de-Calais, Sains-lès-Pernes est une commune rurale, lieu de la source de la Clarence, située, à vol d'oiseau, à 10 km à l'ouest de la commune d'Auchel (aire d'attraction), à 10 km au nord de la commune de Saint-Pol-sur-Ternoise et à 34 km au nord-ouest de la commune d'Arras (chef-lieu d'arrondissement et préfecture du Pas-de-Calais).
Le territoire de la commune est limitrophe de ceux de six communes.
Les communes limitrophes sont Sachin, Boyaval, Fiefs, Hestrus, Pressy et Tangry.

### Géologie et relief
La superficie de la commune est de 4,2 km2 ; son altitude varie de 111  à   186 mètres.

### Hydrographie
La commune, située dans le bassin Artois-Picardie, est, selon le Service d'administration nationale des données et référentiels sur l'eau (Sandre), drainée par deux cours d'eau :
- La rivière Clarence, d'une longueur de 33 km, qui prend sa source dans la commune et se jette dans la Vieille Lys aval au niveau de la commune de Calonne-sur-la-Lys[4],[5] ;

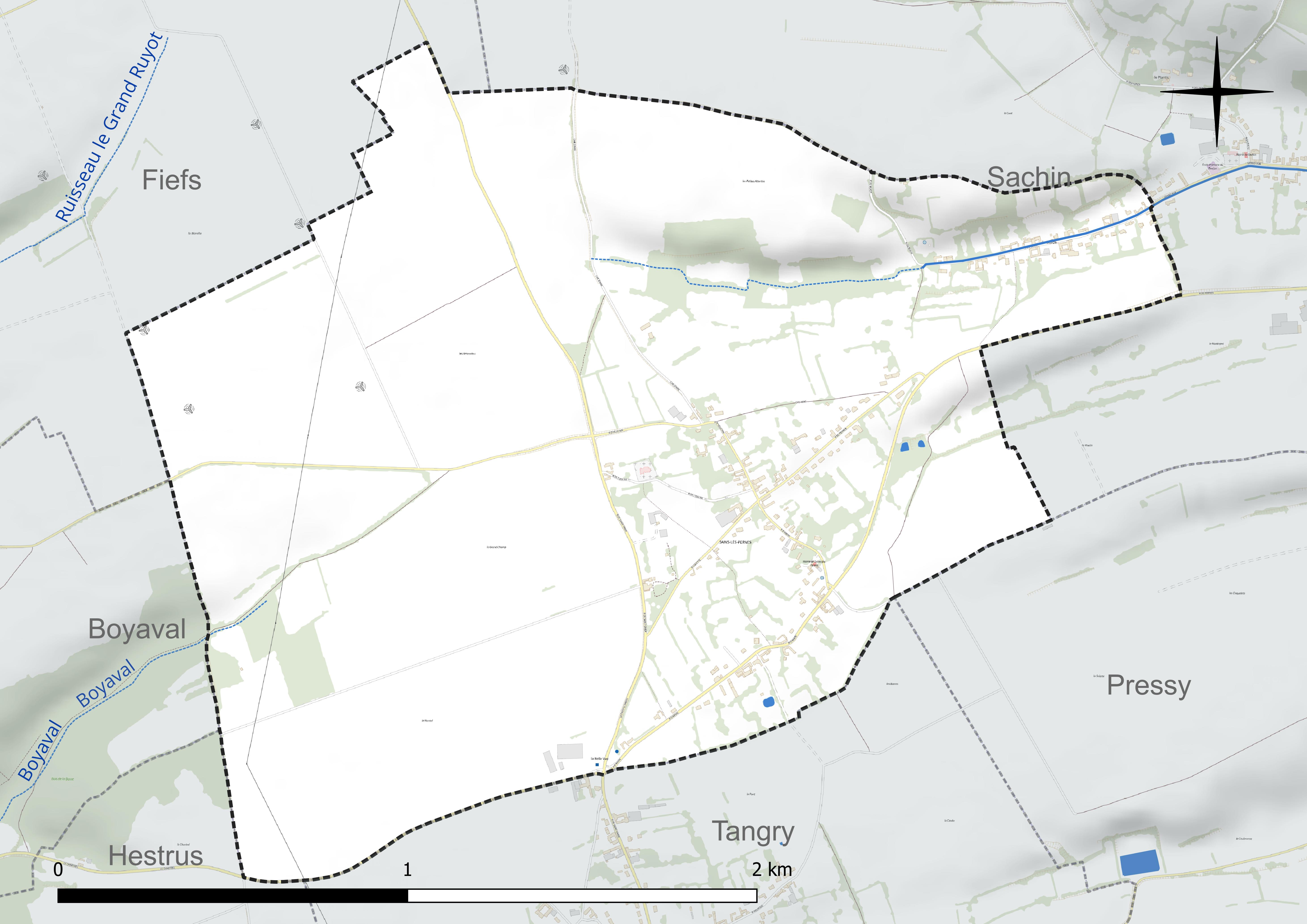
Réseau hydrographique de Sains-lès-Pernes.

- le Boyaval, d'une longueur de 1,35 km qui prend sa source dans la commune et termine sa cours au niveau de la commune de Boyaval[6].

### Climat
Pour des articles plus généraux, voir Climat des Hauts-de-France et Climat du Nord-Pas-de-Calais.
En 2010, le climat de la commune est de type climat océanique altéré, selon une étude du Centre national de la recherche scientifique (CNRS) s'appuyant sur une série de données couvrant la période 1971-2000. En 2020, Météo-France publie une typologie des climats de la France métropolitaine dans laquelle la commune est exposée à un climat océanique et est dans la région climatique Côtes de la Manche orientale, caractérisée par un faible ensoleillement (1 550 h/an) ; forte humidité de l’air (plus de 20 h/jour avec humidité relative > 80 % en hiver), vents forts fréquents.
Pour la période 1971-2000, la température annuelle moyenne est de 9,9 °C, avec une amplitude thermique annuelle de 13,7 °C. Le cumul annuel moyen de précipitations est de 931 mm, avec 12,9 jours de précipitations en janvier et 9,4 jours en juillet. Pour la période 1991-2020, la température moyenne annuelle observée sur la station météorologique la plus proche, située sur la commune de Fiefs à 4 km à vol d'oiseau, est de 10,4 °C et le cumul annuel moyen de précipitations est de 1 070,6 mm,. Pour l'avenir, les paramètres climatiques de la commune estimés pour 2050 selon différents scénarios d'émission de gaz à effet de serre sont consultables sur un site dédié publié par Météo-France en novembre 2022.
| Mois                                  | jan.             | fév.             | mars             | avril         | mai           | juin            | jui.           | août         | sep.           | oct.            | nov.            | déc.             | année      |
| ------------------------------------- | ---------------- | ---------------- | ---------------- | ------------- | ------------- | --------------- | -------------- | ------------ | -------------- | --------------- | --------------- | ---------------- | ---------- |
| Température minimale moyenne (°C)     | 1,1              | 1,2              | 2,8              | 4,7           | 7,8           | 10,7            | 12,8           | 12,9         | 10,4           | 7,6             | 4,3             | 1,8              | 6,5        |
| Température moyenne (°C)              | 3,5              | 4                | 6,6              | 9,4           | 12,7          | 15,5            | 17,7           | 17,8         | 14,9           | 11,1            | 7               | 4,2              | 10,4       |
| Température maximale moyenne (°C)     | 6                | 6,9              | 10,3             | 14,2          | 17,6          | 20,4            | 22,7           | 22,7         | 19,3           | 14,7            | 9,7             | 6,6              | 14,3       |
| Record de froid (°C) date du record   | −18,5 09.01.1985 | −17,5 23.02.1956 | −13,9 07.03.1971 | −6 25.04.1955 | −5 02.05.1960 | −3,2 02.06.1962 | 3,2 04.07.1964 | 4 29.08.1964 | 0,2 30.09.1954 | −6 29.10.1997   | −11 30.11.1978  | −12,9 29.12.1996 | −18,5 1985 |
| Record de chaleur (°C) date du record | 15,2 01.01.22    | 19,8 28.02.1960  | 25,1 31.03.21    | 27 29.04.1955 | 34 25.05.1953 | 35,5 30.06.1957 | 40,6 25.07.19  | 37 10.08.03  | 33,6 09.09.23  | 30,8 01.10.1959 | 19,5 06.11.1955 | 17 01.12.00      | 40,6 2019  |
| Précipitations (mm)                   | 103,9            | 86,5             | 76,4             | 64,4          | 76,4          | 74,4            | 80,7           | 85,1         | 83,3           | 100,9           | 112,8           | 125,8            | 1 070,6    |

### Milieux naturels et biodiversité
L’Inventaire national du patrimoine naturel (INPN) recense plusieurs espèces faunistiques et floristiques sur le territoire de la commune dont certaines sont protégées et d’autres menacées et quasi-menacées.

## Urbanisme

### Typologie
Au 1er janvier 2024, Sains-lès-Pernes est catégorisée commune rurale à habitat dispersé, selon la nouvelle grille communale de densité à sept niveaux définie par l'Insee en 2022.
Elle est située hors unité urbaine. Par ailleurs la commune fait partie de l'aire d'attraction d'Auchel - Lillers, dont elle est une commune de la couronne,. Cette aire, qui regroupe 29 communes, est catégorisée dans les aires de 50 000 à moins de 200 000 habitants,.

### Occupation des sols
L'occupation des sols de la commune, telle qu'elle ressort de la base de données européenne d’occupation biophysique des sols Corine Land Cover (CLC), est marquée par l'importance des territoires agricoles (90,7 % en 2018), une proportion identique à celle de 1990 (90,7 %). La répartition détaillée en 2018 est la suivante : 
terres arables (65,4 %), prairies (25,3 %), zones urbanisées (9,3 %). L'évolution de l’occupation des sols de la commune et de ses infrastructures peut être observée sur les différentes représentations cartographiques du territoire : la carte de Cassini (XVIIIe siècle), la carte d'état-major (1820-1866) et les cartes ou photos aériennes de l'IGN pour la période actuelle (1950 à aujourd'hui).

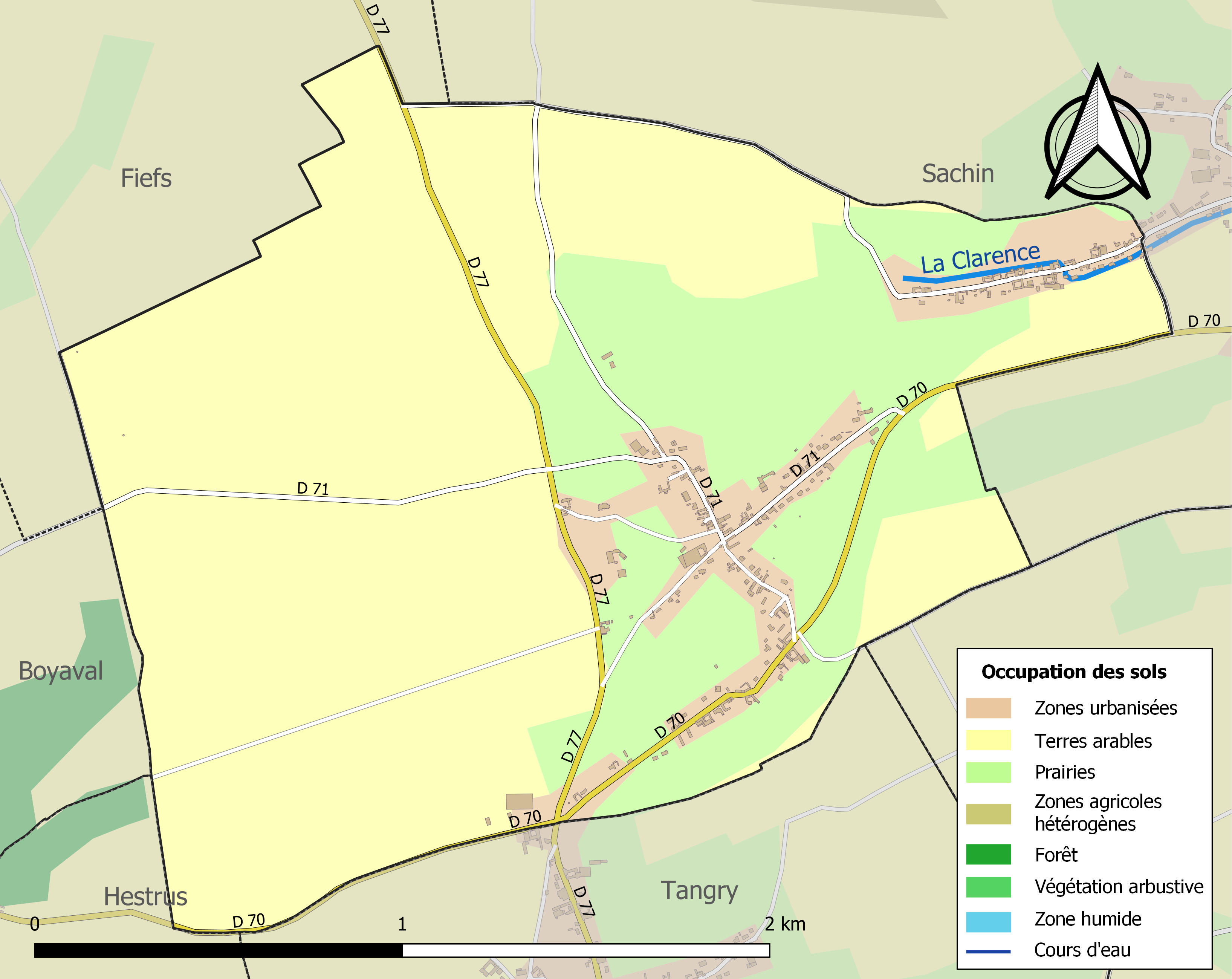
Carte des infrastructures et de l'occupation des sols de la commune en 2018 (CLC).

### Hameaux et écarts
La commune comprend un hameau qui se nomme le Buich.

## Toponymie
Le nom de la localité est attesté sous les formes Sanctani en Ternoiz en 1036 ; Sains en 1351 ; Sains juxta Pernes en 1648 ; Sains-lès-Pernes en 1720 ; Sains les Pernes en 1793 ; Sains et Sains-lès-Pernes depuis 1801.
Son toponyme est issu du latin sanctus, « saint, sanctuaire », auquel a été ajouté -lès-Pernes où lès signifie « près de », montrant la proximité de la commune par rapport à Pernes.

## Histoire
Jean Le Caron est seigneur de Sains-en-Ternois et Canettemont en 1677. En février 1677, dont données à Saint-Germain-en-Laye des lettres d'anoblissement en sa faveur. Il est à cette date le doyen des conseillers du Conseil d'Artois. Il est né à Arras d'une ancienne et honorable famille. Il a commencé sa carrière par le poste d'échevin à Arras, puis a été avocat du roi à la gouvernance de la ville, et encore conseiller au Conseil d'Artois depuis treize ans.
D'après l'historien français Auguste de Loisne : « Sains-lez-Pernes faisait partie de la sénéchaussée de Saint-Pol  en 1789 et suivait la coutume d'Artois. Son église paroissiale, d'abord diocèse de Thérouanne, puis de Boulogne, doyenné de Saint-Pol, était consacrée à sainte Berthe ; l'abbé de Blangy présentait à la cure. »

### Première Guerre mondiale
Pendant la Première Guerre mondiale, lors de l'été 1915, des troupes séjournent sur Sains-les-Pernes en cantonnement de repos après des combats sur le front de l'Artois.

## Politique et administration

### Découpage territorial
La commune se trouve dans l'arrondissement d'Arras du département du Pas-de-Calais.

#### Commune et intercommunalités
La commune faisait partie de la petite communauté de communes du Pernois créée fin 1993.
Dans le cadre de la réforme des collectivités territoriales françaises, par la loi de réforme des collectivités territoriales du 16 décembre 2010 (dite loi RCT)  destinée à permettre notamment l'intégration de la totalité des communes dans un EPCI à fiscalité propre, la suppression des enclaves et discontinuités territoriales et les modalités de rationalisation des périmètres des établissements publics de coopération intercommunale et des syndicats mixtes existants, cette intercommunalité fusionne avec sa voisine, la communauté de communes du pays d'Heuchin, formant le 1er janvier 2013 la communauté de communes des Vertes Collines du Saint-Polois.
Un nouveau mouvement de regroupement intercommunal intervient dans le cadre des dispositions de la loi portant nouvelle organisation territoriale de la République (Loi NOTRe) du 7 août 2015, qui prévoit que les établissements publics de coopération intercommunale (EPCI) à fiscalité propre doivent avoir un minimum de 15 000 habitants. À l'initiative des intercommunalités concernées, la Commission départementale de coopération intercommunale (CDCI) adopte le 26 février 2016 le principe de la fusion de : 

- la communauté de communes de l'Auxillois, regroupant 16 communes dont une de la Somme et 5 217 habitants ;

- la communauté de communes de la région de Frévent, regroupant 12 communes et 6 567 habitants ;

- de la communauté de communes des Vertes Collines du Saint-Polois, regroupant 58 communes et 19 585 habitants

- de la communauté de communes du Pernois, regroupant 18 communes et 7 114 habitants. Le schéma départemental de coopération intercommunale (SDCI), intégrant notamment cette évolution, est approuvé par un arrêté préfectoral du 30 mars 2016,.
La communauté de communes du Ternois, qui résulte de cette fusion et dont la commune fait désormais partie, est créée par un arrêté préfectoral qui a pris effet le 1er janvier 2017. La communauté de communes du Ternois regroupe 103 communes et totalise 37 469 habitants en 2021.

#### Circonscriptions administratives
La commune faisait partie depuis 1801 du canton d'Heuchin. Dans le cadre du redécoupage cantonal de 2014 en France, la commune est intégrée au canton de Saint-Pol-sur-Ternoise.

#### Circonscriptions électorales
Pour l'élection des députés, la commune fait partie de la sixième circonscription du Pas-de-Calais.

### Élections municipales et communautaires

#### Liste des maires
| Période                                  | Période                    | Identité          | Étiquette | Qualité                                                                |
| ---------------------------------------- | -------------------------- | ----------------- | --------- | ---------------------------------------------------------------------- |
| Les données manquantes sont à compléter. |                            |                   |           |                                                                        |
| avant 1988                               | ?                          | Jean Flajolet     |           |                                                                        |
| 1989                                     | mars 2024 Décès            | Jean-Paul Hermant |           | Retraité de l’industrie pharmaceutique, Réélu pour le mandat 2020-2026 |
| Mai 2024                                 | En cours (au 16 juin 2024) | Pauline Boëte     |           |                                                                        |

## Population et société

### Démographie
Les habitants sont appelés les Sanctanois.

#### Évolution démographique
L'évolution du nombre d'habitants est connue à travers les recensements de la population effectués dans la commune depuis 1793. Pour les communes de moins de 10 000 habitants, une enquête de recensement portant sur toute la population est réalisée tous les cinq ans, les populations de référence des années intermédiaires étant quant à elles estimées par interpolation ou extrapolation. Pour la commune, le premier recensement exhaustif entrant dans le cadre du nouveau dispositif a été réalisé en 2008.

En 2022, la commune comptait 303 habitants, en évolution de +7,07 % par rapport à 2016 (Pas-de-Calais : −0,72 %, France hors Mayotte : +2,11 %).
| 1793 | 1800 | 1806 | 1821 | 1831 | 1836 | 1841 | 1846 | 1851 |
| ---- | ---- | ---- | ---- | ---- | ---- | ---- | ---- | ---- |
| 270  | 376  | 149  | 395  | 447  | 408  | 334  | 378  | 397  |

| 1856 | 1861 | 1866 | 1872 | 1876 | 1881 | 1886 | 1891 | 1896 |
| ---- | ---- | ---- | ---- | ---- | ---- | ---- | ---- | ---- |
| 383  | 389  | 386  | 378  | 387  | 354  | 336  | 323  | 326  |

| 1901 | 1906 | 1911 | 1921 | 1926 | 1931 | 1936 | 1946 | 1954 |
| ---- | ---- | ---- | ---- | ---- | ---- | ---- | ---- | ---- |
| 334  | 343  | 341  | 295  | 303  | 293  | 283  | 297  | 273  |

| 1962 | 1968 | 1975 | 1982 | 1990 | 1999 | 2006 | 2008 | 2013 |
| ---- | ---- | ---- | ---- | ---- | ---- | ---- | ---- | ---- |
| 295  | 271  | 262  | 250  | 221  | 209  | 246  | 257  | 281  |

| 2018 | 2022 | - | - | - | - | - | - | - |
| ---- | ---- | - | - | - | - | - | - | - |
| 300  | 303  | - | - | - | - | - | - | - |

#### Pyramide des âges
En 2018, le taux de personnes d'un âge inférieur à 30 ans s'élève à 37,6 %, soit au-dessus de la moyenne départementale (36,7 %). À l'inverse, le taux de personnes d'âge supérieur à 60 ans est de 21,3 % la même année, alors qu'il est de 24,9 % au niveau départemental.
En 2018, la commune comptait 140 hommes pour 160 femmes, soit un taux de 53,33 % de femmes, légèrement supérieur au taux départemental (51,50 %).
Les pyramides des âges de la commune et du département s'établissent comme suit.
| Hommes | Classe d’âge | Femmes |
| ------ | ------------ | ------ |
| 0,0    | 90 ou +      | 1,9    |
| 5,7    | 75-89 ans    | 8,1    |
| 15,7   | 60-74 ans    | 11,3   |
| 22,9   | 45-59 ans    | 21,9   |
| 19,3   | 30-44 ans    | 18,1   |
| 14,3   | 15-29 ans    | 18,1   |
| 22,1   | 0-14 ans     | 20,6   |

| Hommes | Classe d’âge | Femmes |
| ------ | ------------ | ------ |
| 0,5    | 90 ou +      | 1,6    |
| 5,6    | 75-89 ans    | 8,9    |
| 16,7   | 60-74 ans    | 18,1   |
| 20,2   | 45-59 ans    | 19,2   |
| 18,9   | 30-44 ans    | 18,1   |
| 18,2   | 15-29 ans    | 16,2   |
| 19,9   | 0-14 ans     | 17,9   |

### Manifestations culturelles et festivités
Fête communale le 14 juillet.

## Culture locale et patrimoine

### Lieux et monuments
- L'église Sainte-Berthe, datant du XVe siècle, dont les corniches sculptées sont inscrites au titre des monuments historiques depuis le 10 juin 1926[38].
- Le monument aux morts[39].
- L'oratoire Notre-Dame.

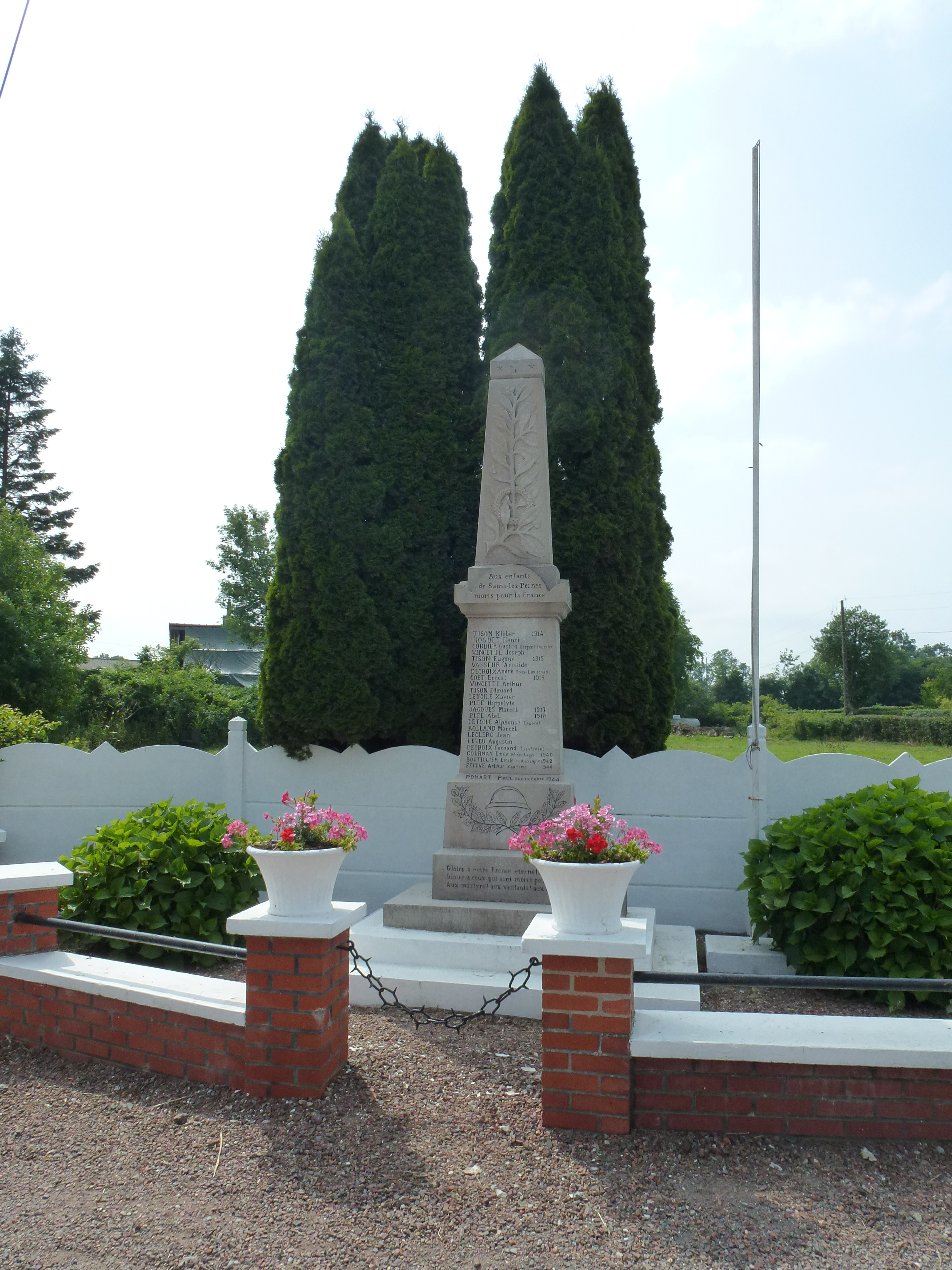
Le monument aux morts.
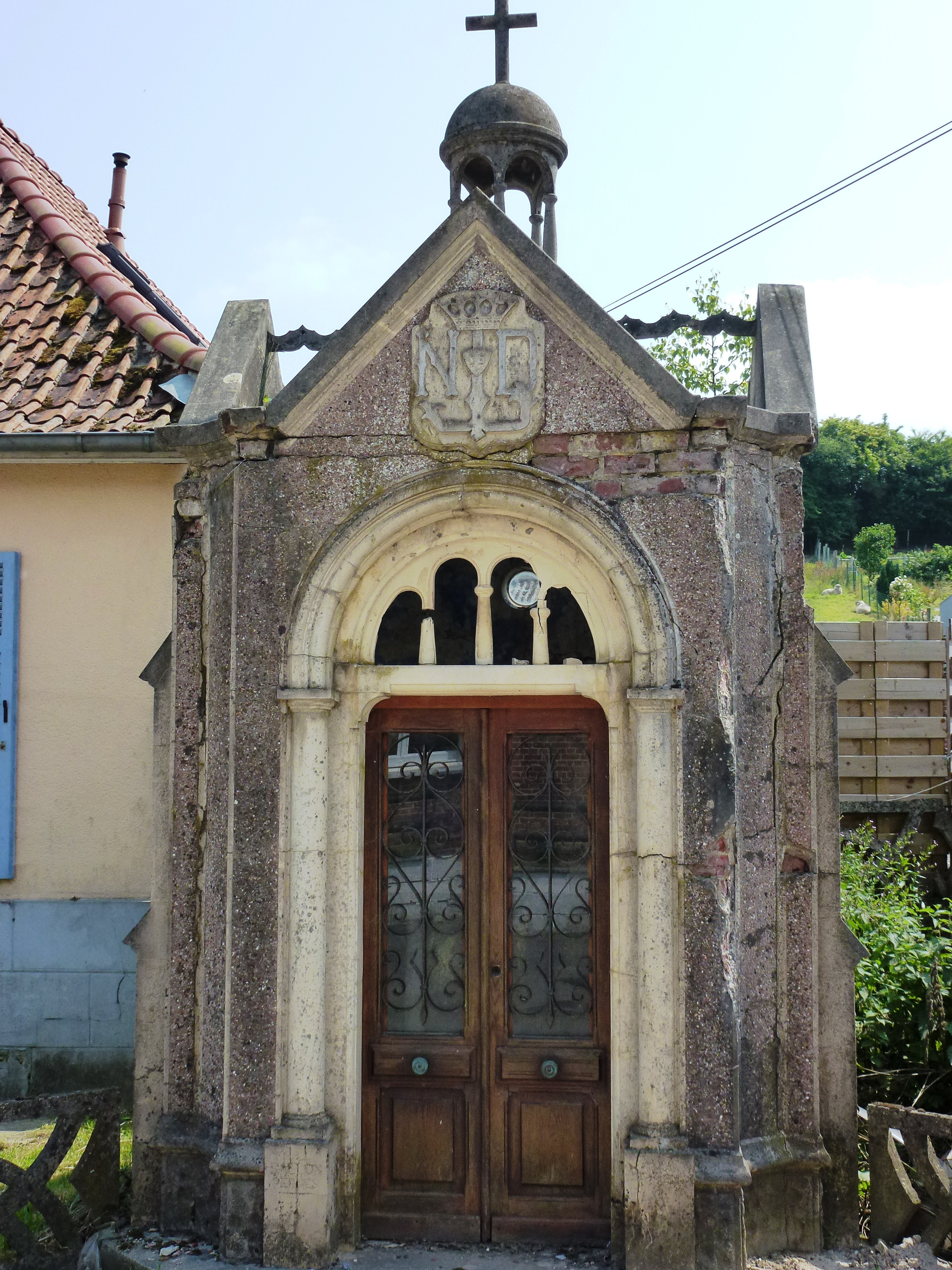
L'oratoire Notre-Dame.

### Héraldique
| Blason de Sains-lès-Pernes | Blason  | Écartelé : aux 1er et 4e d'argent à la bande fuselée de gueules, aux 2e et 3e d'or à trois huchets de gueules, virolés et enguichés d'argent, les pavillons à senestre. |
| Blason de Sains-lès-Pernes | Détails | Adopté par la municipalité en 1994. |

## Pour approfondir

#### Bases de données, dictionnaires et encyclopédies
- Ressources relatives à la géographie :   - Insee (communes)
  - Ldh/EHESS/Cassini
- Ressource relative à plusieurs domaines :   - Annuaire du service public français
- Notices d'autorité :   - BnF (données)